# Cervantes (estel)
Cervantes (Mi de l'Altar / μ Arae) és una estrella semblant al Sol, groga-taronja, a uns 40 anys llum del nostre sistema. a la constel·lació de l'Altar. Aquesta estrella té un sistema planetari amb quatre planetes coneguts fins al moment. El planeta més interior del sistema és el primer Neptú ardent que s'ha descobert.

## Distància i visibilitat
D'acord amb els mesuraments fets pel satèl·lit HIPPARCOS astromètric; Mi Arae mostra una paral·laxi de 64,46 mil·lèsimes de segon d'arc quan la Terra es mou voltant el Sol. Quan es combina amb la distància coneguda de la Terra al Sol, això significa que l'estrella es pot trobar a la distància de 49,8 anys llum (15,3 parsecs). Vista des de la Terra, té una magnitud aparent de +5,12 i és visible a ull nu.

## Característiques estel·lars
S'estima que Mi de l'Altar és una mica més massiva que el Sol, aproximadament 1,10 masses solars. Per l'abundància de ferro, està dues vegades més enriquida amb elements pesants que el Sol, i es descriu com a estrella rica en metalls. La seva temperatura superficial és d'uns 5.800 K, similar al Sol. Segons les estimacions, el radi d'aquesta estrella és un 31,5% més gran que el Sol, i també és un 75% més lluminosa.
| Planeta (en ordre de distància al seu estel) | Massa (en masses jovianes) | Període orbital (dies) | Semieix major (ua) | Excentricitat   |
| -------------------------------------------- | -------------------------- | ---------------------- | ------------------ | --------------- |
| c                                            | >0.5219                    | 310.55 ± 0.83          | 0.921              | 0.0666 ± 0.0122 |
| d                                            | >1.676                     | 643.25 ± 0.90          | 1.497              | 0.128 ± 0.017   |
| b                                            | >0.03321                   | 9.6386 ± 0.0015        | 0.09094            | 0.172 ± 0.04    |
| e                                            | >1.814                     | 4205.8 ± 758.9         | 5.235              | 0.0985 ± 0.0627 |